# Centro oncologico Giovanni Paolo II
Il Centro oncologico Giovanni Paolo II è un centro per lo studio e il trattamento delle patologie onco-ematologiche facente parte dell'azienda ospedaliera Vito Fazzi.
Dall'agosto 2018 è sede del dipartimento di oncologia e ematologia medica e sperimentale del policlinico.

## Storia
Il centro è stato inaugurato nel novembre dal 2001 dall'oncologo milanese Umberto Veronesi. Da quell'anno l'ospedale venne ampliato e furono messe a punto alcune unità operative di rilievo come i trapianti emopoietici e l'onco-ematologia pediatrica.
Nel 2006 venne inaugurato al 5º piano del padiglione il centro per l'onco-ematologia pediatrica in sostituzione all'ex unità operativa di endocrinologia e patologie del ricambio.
Nell'agosto 2012 viene inaugurato il day hospital dell'onco-ematologia pediatrica.
Nel febbraio 2015 presso l'oncologico viene aperto il programma di oncologia senologica.
Il 16 giugno 2015 presso l'unità di radioterapia oncologica viene inaugurato Versa Elektra HD.
Nel febbraio 2017 il centro di oncologia geriatrica del polo oncologico viene riconosciuto da SIOG una struttura di rilievo mondiale per il trattamento della neoplasie dell'età avanzata (in Italia oltre a Lecce ci sono solo Prato e Milano) insieme ad alcuni centri americani e canadesi.
Il 21 dicembre 2016 viene inaugurato il centro di medicina estetica per le pazienti oncologiche.
Il 19 febbraio 2018 vengono installati ulteriori 6 mammografi nell'unità di screen senologico.
Il 27 febbraio 2018 viene scoperto nel laboratorio di proteomica medica dell'oncologico un antigene responsabile del decorso clinico infausto nel corso del carcinoma metastatico del colon-retto.

## Reparti
- Anestesia e rianimazione
- Oncologia medica 1- settore donna
- Oncologia medica 2- settore uomo
- Oncologia geriatrica
- Oncologia uro-ginecologica
- Neuro-oncologia
- DH oncologico
- Unità preparazione antiblastici
- Oncologia molecolare e sperimentale
- Ematologia medica
- DH ematologia
- DH talassemia
- Trapianti emopoietici e terapie cellulari
- Diagnostica oncologica
- Radioterapia oncologica
- Genetica Medica
- Fisica sanitaria
- Proteomica medica
- Dietistica oncologica
- Bio-oncologia e immunologia del cancro
- Statistica e registro tumori
- Radiologia
- Terapia del Dolore e Cure Palliative
- Breast unit
- Ereditarietà dei tumori
- Sceen senologico
- Cardiologia e centro pressione
- Fisica sanitaria
- Medicina generale
- Onco-ematologia pediatrica
  - Bassa carica microbica
  - Neuro-oncologia pediatrica
  - Ematologia non-oncologica
  - DH onco-ematologia
  - Ecografia pediatrica delle vie urinarie